# Satsukawa Norihiro
Norihiro Satsukawa (sinh ngày 18 tháng 4 năm 1972) là một cầu thủ bóng đá người Nhật Bản.

## Sự nghiệp câu lạc bộ
Norihiro Satsukawa đã từng chơi cho Yokohama Flügels và Kashiwa Reysol.

## Thống kê câu lạc bộ

### J.League
| Đội              | Năm       | J.League | J.League | J.League Cup | J.League Cup | Tổng cộng | Tổng cộng |
| Đội              | Năm       | Trận     | Bàn      | Trận         | Bàn          | Trận      | Bàn       |
| ---------------- | --------- | -------- | -------- | ------------ | ------------ | --------- | --------- |
| Yokohama Flügels | 1992      | -        | -        | 1            | 0            | 1         | 0         |
| Yokohama Flügels | 1993      | 20       | 0        | 5            | 0            | 25        | 0         |
| Yokohama Flügels | 1994      | 35       | 0        | 2            | 0            | 37        | 0         |
| Yokohama Flügels | 1995      | 14       | 0        | -            | -            | 14        | 0         |
| Yokohama Flügels | 1996      | 22       | 1        | 14           | 2            | 36        | 3         |
| Yokohama Flügels | 1997      | 27       | 0        | 10           | 0            | 37        | 0         |
| Yokohama Flügels | 1998      | 32       | 0        | 4            | 0            | 36        | 0         |
| Kashiwa Reysol   | 1999      | 28       | 0        | 8            | 0            | 36        | 0         |
| Kashiwa Reysol   | 2000      | 28       | 0        | 2            | 0            | 30        | 0         |
| Kashiwa Reysol   | 2001      | 26       | 1        | 4            | 0            | 30        | 1         |
| Kashiwa Reysol   | 2002      | 28       | 0        | 5            | 0            | 33        | 0         |
| Kashiwa Reysol   | 2003      | 24       | 0        | 1            | 0            | 25        | 0         |
| Kashiwa Reysol   | 2004      | 8        | 0        | 0            | 0            | 8         | 0         |
| Kashiwa Reysol   | 2005      | 19       | 0        | 3            | 0            | 22        | 0         |
| Tổng cộng        | Tổng cộng | 311      | 2        | 59           | 2            | 370       | 4         |